# Potiaxixa intermedia
Potiaxixa intermedia là một loài bọ cánh cứng trong họ Cerambycidae.